# Radoszki (województwo świętokrzyskie)
Radoszki – wieś w Polsce położona w województwie świętokrzyskim, w powiecie sandomierskim, w gminie Wilczyce.

## Historia
Radoszki wymienione są w dokumencie z 1307 roku, w którym Władysław Łokietek przekazał tę wieś wraz z niedalekim Ocinkiem nowo mianowanemu wójtowi Markowi. W XVI wieku wójtostwo zostało wykupione przez radę miejską i w ten sposób wsie Radoszki i Ocinek powiększyły grunty miejskie.
Nazwa wsi pojawia się także w wyrokach sądów królewskich z XVII i XVIII wieku, kiedy chłopi z Radoszek, Wysiadłowa i Ocinka buntowali się przeciwko pełnieniu powinności feudalnych i stawiali zorganizowany opór.
Wieś wójtowska położona w starostwie sandomierskim była własnością Sandomierza w 1629 roku. Za Królestwa Polskiego istniała gmina Radoszki. W latach 1975–1998 miejscowość położona była w województwie tarnobrzeskim.
Przez wieś przechodzi  żółty szlak rowerowy prowadzący z Sandomierza do Opatowa.
W Radoszkach urodził się polski kompozytor renesansowy i instrumentalista Mikołaj Gomółka.
We wsi, w dolinie rzeki Opatówki, odkryto kurhan, prawdopodobnie pozostałość kultury trzcinieckiej.